# Патріот (фільм, 1939)
«Патріот» — радянський дитячий художній фільм 1939 року, знятий режисерами Яном Фрідом і Андрієм Апсолоном на кіностудії «Ленфільм».

## Сюжет
Дитячий фільм про колізії та перипетії життя радянського хлопчика-патріота в 1930-ті роки. Прагнучи замінити загиблого брата-прикордонника, Коля Новиков тікає з дому, щоб потрапити на Далекий Схід.

## У ролях
- Юрій Бичков — Коля Новиков, учень 6-го класу
- Юрій Толубєєв — Григорій Матвійович Новиков, батько Колі
- Ольга Аверічева — мати Колі
- Микола Симонов — Ілля Головін, комкор
- Володимир Лукін — Олексій Петрович, вчитель
- Рита Клокова — Ліда, староста 6-го класу
- Володимир Рєпкин — Яша Мокін, однокласник
- Василь Меркур'єв — попутник в купе спального вагона
- Андрій Апсолон — піонервожатий

## Знімальна група
- Режисери — Ян Фрід, Андрій Апсолон
- Сценарист — Андрій Апсолон
- Оператор — Хечо Назар'янц
- Композитор — Йосип Пустильник
- Художник — Михайло Семененко